# Mordellistena mazedonica
Mordellistena mazedonica es una especie de coleóptero de la familia Mordellidae.

## Distribución geográfica
Habita en Macedonia.